# Stand by me 描クえもん
『Stand by me 描クえもん』（スタンドバイミー カクえもん）は、佐藤秀峰の漫画作品。マンガonウェブおよびトーチwebで2015年から連載中。マンガonWebは2021年1月1日発売の第24号で休刊となったため、2022年現在はトーチwebのみで連載されている。
累計発行部数は第2巻時点で10万部を突破している。

## あらすじ
満賀描男（まんが かくお）は漫画家を目指しながらアシスタントをしている23歳の男性。ある日、未来からやってきた自分であるというおっさんがやってきて「お前には漫画家は向いていない」「漫画家を目指すのはやめろ」「どうしてもやるというなら契約書だけはきちんと締結しておけ」と忠告をしてくる。描男は漫画家を目指すのを諦めず、ある日、出版社の編集者から海上自衛隊モノの漫画『魚猿』（うおざる）をやらないかと企画を持ちかけられる。魚猿は100万部を超える大ヒットとなり、描男は漫画家として成功する。しかし魚猿の取材担当が原作者と名乗ってメディアに露出、ヒットしたのは自分のアイデアのおかげと吹聴する。描男は自分がストーリーも作画も手がけていることから原作者は自分であると編集者に抗議するも、編集者は「取材担当なのは事実」「君が原作者だとはっきりさせたからって何か変わるの？」と一蹴する。描男は、自分が原作者だと認められないならもう魚猿の連載をやめると抗議する。

## 書誌情報
佐藤秀峰『Stand by me 描クえもん』リイド社 SPコミックス トーチコミックス 既刊3巻
- 2017年4月1日発売 ISBN 978-4845848980
- 2019年4月19日発売 ISBN 978-4845854578
- 2022年5月15日発売 （電子版のみ）

## その他
佐藤は、第3巻の電子版を無料で公開した。同時に、その他の自身の過去作についても全て1冊11円で販売し、5月26日のAmazon.co.jpの電子書籍売上ランキング100位以内に佐藤の漫画が35冊ランクインする結果となった。佐藤は、「『最新刊無料』というバカっぽい内容が良かったのだと思います。」「自分でセールを企画提案して、結果が得られるというのは電子書籍の面白いところです。」とFacebookで報告した。
フリーライターの伊藤和弘によれば、タイトルは『STAND BY ME ドラえもん』のパロディで、主人公の満賀描男の名前は藤子不二雄Aの『まんが道』の満賀道雄のパロディ。また、『魚猿』の作品名の元ネタや原案者・功盛のモデルは「誰が見ても明らか」と評しているが、具体的には名前を明らかにしていない。佐藤は「『海猿』と『ブラックジャックによろしく』のトラブルをまとめてブチ込みました」と述べており、モデルが『海猿』だと明らかにしている。海猿の原案者は小森陽一である。